# ۳۶ زن برزنجیر
۳۶ زن برزنجیر یک ستاره است که در صورت فلکی آندرومدا قرار دارد.